# Aase Olesen
Pour les articles homonymes, voir Olesen.
Aase Olesen, née le 24 septembre 1934 à Horsens (Danemark) et morte le 1er février 2013 à Hellerup (Danemark), est une femme politique danoise, membre du Parti social-libéral danois (RV) et ancienne ministre.